# اوژن شارل کاتالان
اوژن شارل کاتالان (انگلیسی: Eugène Charles Catalan؛ ۳۰ مهٔ ۱۸۱۴ – ۱۴ فوریهٔ ۱۸۹۴) یک ریاضی‌دان اهل بلژیک بود. سری اعداد کاتالان به افتخار وی نامگذاری شده‌است.